# Алі II ібн Умар
Алі II ібн Умар (араб. علي بن عمر; д/н–883) — 7-й імам і султан держави Ідрісидів у Магрибі в 874—883 роках.

## Життєпис
Умар — син намісника Ер-Рифа і Танжера та доньки імама Мухаммада I. У 835 році після смерті батька його дід імам і султан Мухаммад I затвердив за Алі батьківські володіння.
У 864 році при сходженні на трон його зятя і онучатого небожа Ях'ї II отримав підтвердження на свої володіння. 874 року внаслідок повстання султана було повалено. Донька Алі ібн Умара і удова Ях'ї II закликала батька на допомогу проти повсталих на чолі із Абд ар-Рахманом. Алі ібн Умар зайняв Фес, де придушив заколот. Невдовзі був оголошений новим імамом і султаном.
У 880 році проти нього повстали бербери регіону Мадюна (на південь від Фесу) на чолі з андалузцем-хариджитом Абд ар-Разаком. Війська імама до 883 року зазнали в декількох битвах поразок, внаслідок чого Алі II втік до берберського племені авраба (захід держави), де невдовзі помер або загинув за невідомих обставин. Абд ар-Разак захопив правобережну частину Фесу (Аль-Андалузійя). Водночас лівобережна частина (Аль-Кайруанійя) не визнала влади хариджитів, запросивши іншого Ідрісида — Ях'ю ібн Аль-Касема, який невдовзі переміг Абд ар-Разака, зайнявши трон.